# Svatopluk Skopal
Svatopluk Skopal (* 28. května 1951 Kutná Hora) je český herec, divadelní pedagog a režisér, člen souboru Divadla na Vinohradech. Je synem divadelního režiséra Svatopluka Skopala, manžel herečky Lenky Skopalové, otec herce Františka Skopala.

## Život
V roce 1973 vystudoval činoherní herectví na Janáčkově akademii múzických umění v Brně. Během studia pohostinsky vystupoval v divadle Divadle na provázku, po absolutoriu působil od roku 1973 ve Státním divadle v Brně. V roce 1976 odešel do Prahy do angažmá ve Vinohradském divadle. V letech 1994 až 2003 vyučoval na pražské DAMU jako odborný asistent.
V českém filmu hrál poprvé v roce 1971, kdy ještě jako student účinkoval ve filmu Hry lásky šálivé. Od té doby vytvořil několik desítek dalších filmových a televizních rolí, například v seriálech Sanitka, Synové a dcery Jakuba skláře, Dlouhá míle, Vyprávěj a Poste restante. V roce 2020 hrál v detektivním televizním seriálu Poldové a nemluvně postavu Karla Mlejnka.
Výrazné je jeho působení v oblasti filmového a televizního dabingu, kde dabuje například Hectora z amerického filmu Sám doma 2: Ztracen v New Yorku nebo inspektora Robbie Rosse v seriálu Taggart.

## Divadelní role (výběr)

### Divadlo na Vinohradech

#### Velká scéna

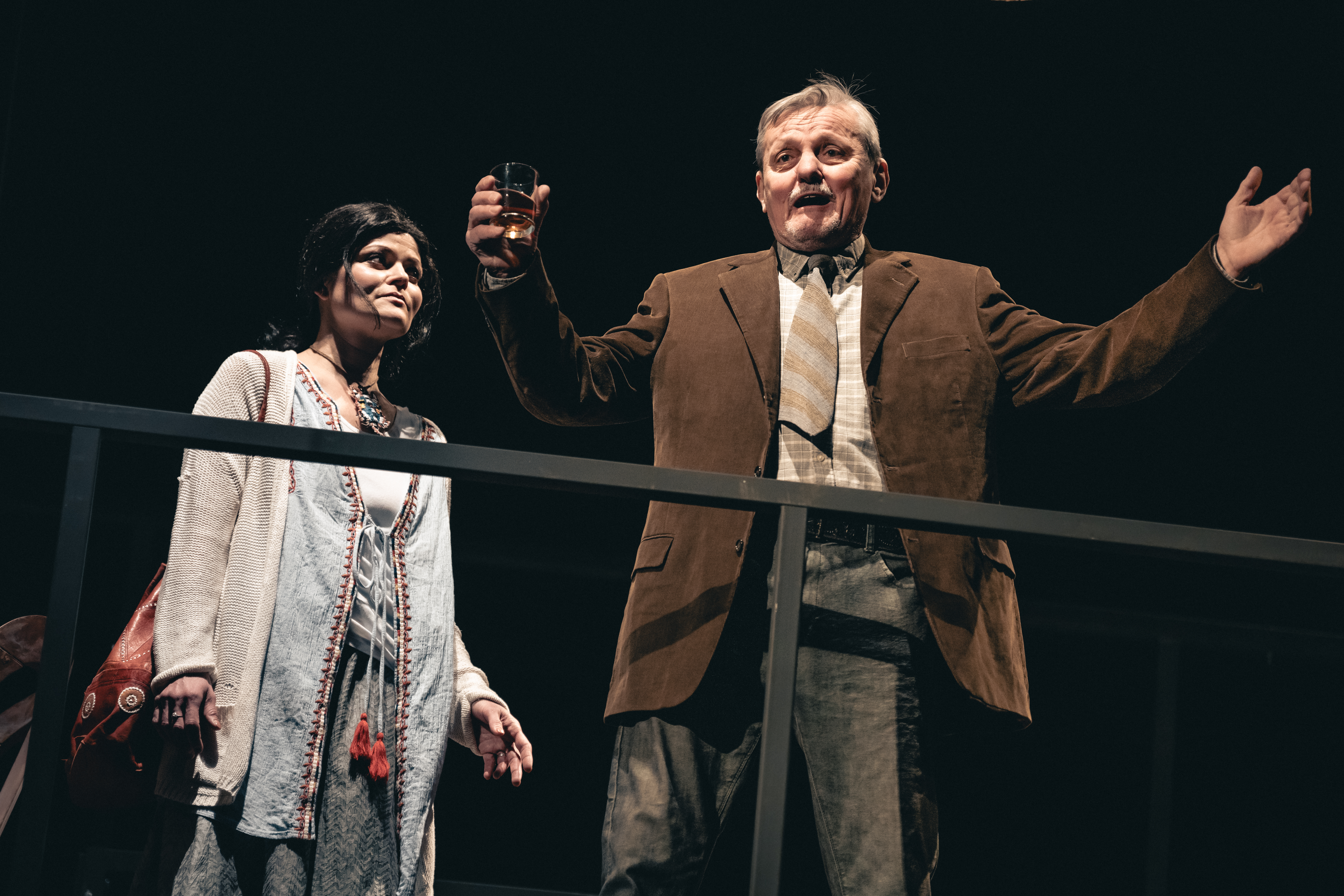
Svatopluk Skopal v roli Beverlyho Westona s Antonií Talackovou (Johnna Monevata), v inscenaci Srpen v zemi indiánů, Divadlo na Vinohradech, foto Petr Chodura (2024)

- 1976 Alexandr Gelman: Normální odvaha? (Prémie), režie: Jiří Dalík, československá premiéra: 30. října 1976, role: Igor Slivčenko
- 1977 Romain Rolland – Věra Eliášková: Dobrý člověk ještě žije, režie: František Štěpánek, premiéra (první provedení): 26. února 1977, role: Robinet
- 1977 Luisa Josefina Hernándezová: Slavnost na Stříbrné hoře, režie: Miroslav Vildman, evropská premiéra: 31. března 1977, role: Ramon
- 1977 Ernest Hemingway – Jiří Hubač: Komu zvoní hrana, režie: Jiří Dalík, premiéra (první provedení): 27. května 1977, role: Agustino
- 1977 William Shakespeare: Hamlet, režie: Jaroslav Dudek, premiéra: 19. února 1976, role: Druhý / Třetí herec
- 1977 Valentin Čornych: Služební cesta, režie: František Štěpánek, československá premiéra: 29. října 1977, role: Petrov, psycholog
- 1978 Peter Kováčik: Krčma Pod zeleným stromem, režie: Jan Strejček, premiéra: 3. února 1978, role: Ďolďo, jednoruký zápasník
- 1978 Josef Kajetán Tyl: Tvrdohlavá žena a zamilovaný školní mládenec, režie: František Štěpánek, premiéra: 12. dubna 1978, role: Matinoha, duch
- 1978 George Simon Kaufman – Moss Hart: Přišel na večeři, režie: Stanislav Remunda, premiéra: 9. června 1978, role: Richard Stanley
- 1978 Alexej Konstantinovič Tolstoj: Car Fjodor, režie: Petr Vasiljev, premiéra: 24. října 1975, role: Carův podkoní / Slepec
- 1979 Edgar Dutka: Autobus do Wollongongu, režie: Jan Strejček, premiéra (první provedení): 2. března 1979, role: Jarda Kalenda
- 1979 Jiří Hubač podle Jamese Clavella: Král krysa, režie: Jiří Dalík, premiéra: 9. října 1974, role: Timson
- 1979 William Shakespeare: Romeo a Julie, režie: František Štěpánek, premiéra: 19. prosince 1979, role: Tybalt, synovec Kapuletův
- 1980 Václav Kliment Klicpera: Hadrián z Římsů, režie: Vladimír Kelbl, premiéra: 17. února 1980, role: Srpoš
- 1980 Vítězslav Nezval: Dnes ještě zapadá slunce nad Atlantidou, režie: Jiří Dalík, premiéra: 18. dubna 1980, role: Athéňan
- 1980 Alexandr Vasiljevič Suchovo-Kobylin: Svatba Krečinského, režie: Stanislav Remunda, premiéra: 20. prosince 1980, role: Tiška, policejní úředník
- 1981 Ketti Fringsová podle Thomase Wolfa: K domovu se dívej, anděli, režie: Jan Strejček, premiéra: 7. února 1981, role: Evžen Gant
- 1981 Ray Lawler: Léto sedmnácté panenky, režie: Jiří Dalík, premiéra: 18. června 1981, role: John Dowd
- 1981 Julij Dunskij – Valerij Frid – Alexandr Mitta: Sviť, sviť, má hvězdo, režie: Jaroslav Dudek, premiéra: 20. března 1981, role: Mladičký důstojník / Kníže v bílé čerkesce
- 1982 Jan Jílek: Diamantoví kluci, režie: Zdeněk Míka, premiéra (první provedení): 1. března 1982, role: Franta
- 1982 Jan Drda: Dalskabáty, hříšná ves aneb Zapomenutý čert, režie: František Štěpánek, premiéra: 16. června 1982, role: Honza Mračno
- 1982 Nikolaj Vasiljevič Gogol: Revizor, režie: Jan Kačer, premiéra: 5. listopadu 1982, role: Číšník
- 1983 Božena Fixová: Krajnice báječných cest, režie: František Laurin, premiéra (první provedení): 23. února 1983, role: Mirek
- 1983 Jaroslav Hašek – Jan Grossman: Švejk, režie: Jan Grossman, premiéra: 28. dubna 1983, role: Putimský závodčí – Třetí voják
- 1983 Alexej Arbuzov: Úspěšná žena, režie: František Štěpánek, československá premiéra: 12. září 1983, role: Petr Bylinkin
- 1984 Fjodor Michajlovič Dostojevskij – Jurij Karjakin: Zločin a trest, režie: Jaroslav Dudek, československá premiéra: 23. března 1984, role: Razumichin
- 1984 Nathaniel Richard Nash: Obchodník s deštěm, režie: František Štěpánek, premiéra: 30. května 1984, role: Bill Starbuck
- 1984 Bertolt Brecht: Matka Kuráž a její děti, režie: Evžen Sokolovský, premiéra: 23. listopadu 1984, role: Eilif, starší syn
- 1985 Jan Jílek: Rafani, režie: Zdeněk Míka, československá premiéra: 19. března 1985, role: Martin
- 1985 Ivan Sergejevič Turgeněv: Měsíc na venkově, režie: Jan Novák, premiéra: 15. listopadu 1985, role: Beljajev
- 1986 Edmond Rostand: Cyrano z Bergeracu, režie: Jaroslav Dudek, premiéra: 17. června 1986, role: Kristián de Neuvillette
- 1987 Viktor Dyk – Jan Kačer – Roman Císař: Krysař, režie: Jan Kačer, premiéra: 17. března 1987, role: Kristián
- 1987 Alexandr Vampilov: Lov divokých kamen, režie: Vladimír Andrejev, premiéra: 24. listopadu 1987, role: Sajapin
- 1988 Sofoklés: Oidipús, režie: Jaroslav Dudek, premiéra: 11. května 1988, role: Oidipús
- 1988 Ray Rigby: Pahorek, režie: Jan Novák, premiéra: 13. června 1988, role: voj. McGrath / Roberts
- 1988 Karel Čapek: Loupežník, režie: Jan Novák, premiéra: 9. prosince 1988, role: Myslivec
- 1989 Michail Bulgakov – Jan Vedral: Mistr a Markétka, režie: Jaroslav Dudek, premiéra (první provedení): 3. května 1989, role: Fagot
- 1990 Thornton Wilder: Dohazovačka, režie: Jaroslav Dudek, premiéra: 9. října 1990, role: Kornel Hackl
- 1990 František Hrubín: Oldřich a Božena aneb Krvavé spiknutí v Čechách, režie: Jaroslav Dudek, premiéra: 2. března 1990, role: Oldřich
- 1991 Vercors: Nepřirozená zvířata, režie: Jaroslav Dudek, premiéra: 22. ledna 1991, role: Douglas Templemore
- 1991 Eugène Ionesco: Macbett, režie: Jan Burian, československá premiéra: 7. června 1991, role: Macbett
- 1991 William Shakespeare: Večer tříkrálový aneb Cokoli chcete, režie: Jaroslav Dudek, premiéra: 15. listopadu 1991, role: Rytíř Tobiáš
- 1992 Gabriela Preissová: Gazdina roba, režie: Zdeněk Kaloč, premiéra: 24. září 1992, role: Mánek Mešjaný
- 1992 Arthur Schnitzler: Duše krajina širá, režie: Ladislav Smoček, premiéra: 18. prosince 1992, role: Rosenstock
- 1993 Brian Friel: Tanec na konci léta, režie: Jan Burian, česká premiéra: 19. března 1993, role: Gerry, Michaelův otec
- 1993 Peter Barnes: Červené nosy, režie: Jan Burian, česká premiéra: 24. září 1993, role: Lefrank – Bigod – Jean Mistral
- 1993 Joseph Kesselring: Jezinky a bezinky aneb Arzén a staré krajky, premiéra: 20. prosince 1991, role: Mortimer Brewster
- 1994 František Pavlíček: Chvála prostopášnosti, režie: Zdeněk Kaloč, premiéra (první provedení): 11. února 1994, role: Mikuláš Dačický z Heslova
- 1994 Johann Nepomuk Nestroy: Dům čtyř letor, režie: Jiří Menzel, premiéra: 2. prosince 1994, role: Hucipuc
- 1995 Eugene O'Neill: Smutek sluší Elektře, režie: Jakub Korčák, premiéra: 3. února 1995, role: Adam Brant
- 1995 August Strindberg: Královna Kristina, režie: Petr Kracik, premiéra: 20. září 1995, role: Gabriel de la Gardie
- 1996 Pavel Kohout podle Romaina Rollanda: Král Colas, režie: Jaroslav Dudek, česká premiéra: 15. prosince 1995, role: Plukovník – Kapitán Giacomo
- 1996 John Gay: Žebrácká opera, režie: Jakub Korčák, premiéra: 17. května 1996, role: Kord
- 1996 Georges Feydeau: Brouk v hlavě, režie: Jiří Menzel, premiéra: 15. listopadu 1996, role: Augustin Ferraillon
- 1997 Mitch Leigh – Dale Wasserman: Muž z La Manchy, režie: Ivo T. Havlů, premiéra: 9. dubna 1997, role: Vévoda Dr. Carrasco
- 1997 Michail Jurjevič Lermontov: Maškaráda, režie: Vladimír Strnisko, premiéra: 3. října 1997, role: Kazarin
- 1997 Molière: Misantrop, režie: Zdeněk Kaloč, premiéra: 19. prosince 1997, role: Filint
- 1998 John Ford: Škoda, že byla děvka, režie: Vladimír Strnisko, premiéra: 26. října 1998, role: Vasques, Soranzův sluha
- 1999 Peter Shaffer: Královský hon na slunce, režie: Juraj Deák, premiéra: 26. března 1999, role: Hernando de Soto
- 1999 Bengt Ahlfors: Divadelní komedie, režie: Vladimír Strnisko, česká premiéra: 21. května 1999, role: Harry, herec
- 1999 Friedrich Schiller: Valdštejnova smrt, režie: Petr Kracik, premiéra: 12. listopadu 1999, role: Wrangel
- 2000 William Shakespeare: Kupec benátský, režie: Zdeněk Kaloč, premiéra: 12. února 2000, role: Lancelot Gobbo
- 2000 Vladimír Körner: Huncléder (Psí kůže), režie: Juraj Deák, premiéra (první provedení): 28. dubna 2000, role: Doleator, převor kláštera
- 2000 Jan Drda: Hrátky s čertem, režie: Jiří Menzel, premiéra: 3. listopadu 2000, role: Sarka-Farka
- 2001 Georges Feydeau: Dáma od Maxima, režie: Oto Ševčík, premiéra: 30. března 2001, role: Mongicourt
- 2001 Friedrich Dürrenmatt podle Williama Shakespeara: Král Jan, režie: Jiří Menzel, premiéra: 30. října 2001, role: Bastard Filip Faulconbridge
- 2002 Jiří Hubač podle Jamese Clavella: Král krysa, režie: Jan Novák, premiéra: 10. dubna 2002, role: King
- 2003 William Shakespeare: Othello, režie: Jan Novák, premiéra: 11. června 2003, role: Othello
- 2004 Ken Ludwig: Lo Stupendo aneb Tenor na roztrhání, režie: Jan Novák, premiéra: 20. dubna 2004, role: Saunders
- 2005 Eduardo Rovner: Vrátila se jednou v noci, režie: Radovan Lipus, premiéra: 31. března 2005, role: Chirino
- 2005 Victor Hugo – Tomáš Vondrovic: Král se baví, režie: Michael Tarant, premiéra (první provedení): 7. října 2005, role: Saltabadil
- 2006 Anthony Jay – Jonathan Lynn – Kristina Žantovská: Jistě, pane ministře, premiéra (první provedení): 15. února 2006, role: Frank Weisel
- 2006 William Shakespeare: Richard Druhý, režie: Lucie Bělohradská, premiéra: 20. listopadu 2006, role: Mowbray – Exton – Scroop
- 2007 Jean Giraudoux: Bláznivá ze Chaillot, režie: Karel Kříž, premiéra: 23. března 2007, role: První strážník – Stokař – Prodavač tkaniček – Jeden z Jeanů
- 2007 Friedrich Dürrenmatt: Herkules a Augiášův chlív, režie: Jaroslav Brabec, premiéra: 1. června 2007, role: Polybios
- 2007 Milena Jelínková: Adina, režie: Martin Stropnický, premiéra: 30. listopadu 2007, role: Knierig
- 2008 Anton Pavlovič Čechov: Višňový sad, režie: Vladimír Morávek, premiéra: 5. února 2008, role: Jepichodov
- 2008 Pierre-Augustin Caron de Beaumarchais: Figarova svatba, režie: Radek Balaš, premiéra: 24. dubna 2008, role: Hrabě Almaviva
- 2009 Leo Birinski: Mumraj, režie: Ivan Rajmont, premiéra: 3. června 2009, role: Lenskij
- 2009 Federico Fellini – Martin Stropnický: Zkouška orchestru, režie: Martin Stropnický, česká premiéra: 22. října 2009, role: Trumpetista
- 2010 Jiří Havelka – Klára Novotná podle Josefa Kajetána Tyla: Fidlovačka aneb Kde domov můj?, režie: Jiří Havelka, premiéra: 21. září 2010, role: Václav Kroutil
- 2011 Molière: Tartuffe, režie: Štěpán Pácl, premiéra: 6. října 2011, role: Orgon
- 2012 Eugene O'Neill: Měsíc pro smolaře, režie: Martin Františák, roel: Phil Hogan
- 2012 Tom Stoppard: Dvojitý agent, režie: Šimon Dominik, česká premiéra: 22. března 2013, role: Blair
- 2012 Max Frisch: Andorra, režie: Martin Čičvák, premiéra: 13. září 2013, role: Hospodský
- 2014 Stephen Beresford: Poslední z Haussmanů, režie: Petr Kracik, česká premiéra: 21. února 2014, role: Peter
- 2015 Fráňa Šrámek: Plačící satyr, režie: Radovan Lipus, premiéra: 6. března 2015, role: Jan Maria Kalvach
- 2015 Jan Vedral: Kašpar H. (Dítě Evropy), režie: Natália Deáková, světová premiéra: 11. září 2015, role: Baron von Tucher
- 2015 William Shakespeare: Romeo a Julie, režie: Juraj Deák, premiéra: 12. prosince 2015, role: Capulet
- 2016 George Bernard Shaw: Pygmalion, režie: Juraj Deák, premiéra: 22. dubna 2016, role: Popelář Doolitle
- 2016 Maxim Gorkij: Sluníčkáři (Děti slunce), režie: Juraj Deák, premiéra: 16. prosince 2016, role: Jegor, zámečník
- 2017 Arthur Miller: Čarodějky ze Salemu, režie: Juraj Deák, premiéra: 20. prosince 2017, role: Giles Corey
- 2018 Jan Vedral podle Vladimíra Neffa: Sňatky z rozumu, režie: Radovan Lipus, světová premiéra: 23. března 2018, role: Leopold Nedobyl – Vácha
- 2019 Ingmar Bergman – Jan Vedral: Fanny a Alexandr, režie: Pavel Khek, česká premiéra: 8. března 2019, role: Izák Jacobi
- 2020 Jan Vedral podle Olgy Scheinpflugové: Český román, režie: Radovan Lipus, světová premiéra: 11. září 2020, role: Opat Zavoral – Václav Černý – Zdeněk Štěpánek – Pan Bondy
- 2022 Jiří Křižan – Martin Františák: Je třeba zabít Sekala, režie: Pavel Khek, premiéra: 8. dubna 2022, role: Starosta
- 2023 Jan Vedral podle Josefa Škvoreckého: Danny Smiřický (Příběhy inženýra lidských duší), režie: Radovan Lipus, světová premiéra: 27. ledna 2023, role: Senior
- 2024 Tracy Letts: Srpen v zemi indiánů, režie: Petr Svojtka, premiéra: 22. března 2024, role: Beverly Weston

#### Studiová scéna
- 1998 Ingmar Bergman: Scény z manželského života, režie: Karel Kříž, česká premiéra: 5. března 1998, role: Johan

## Rozhlas
- 1986 Theodore Dreiser: Americká tragédie,  dvoudílná četba na pokračování, Československý rozhlas Praha: dramatizace: Jan Strejček, překlad: Jiří Valja a Zdeněk Urbánek, hudba:Vladimír Popelka, režie: Jiří Horčička. Osoby a obsazení: Clydův průvodce (Viktor Preiss), Clyde Griffiths (Svatopluk Skopal), Roberta Aldenová (Helena Friedrichová), Sondra Finchleyová (Jarmila Švehlová), Samuel Griffiths (Rudolf Hrušínský), Gilbert Griffiths (Pavel Soukup), Mason, prokurátor (Eduard Cupák), Belknap, obhájce (Miroslav Moravec), Jephson, obhájce (Vladimír Brabec), matka (Blanka Bohdanová), Esta, sestra Clydova (Soňa Dvořáková), Bertina, přítelkyně Sondry (Jana Špaňurová), Stuart (Aleš Procházka), hlas v telefonu (Ladislav Kazda), soudce (Jan Teplý) a Zilla, zapisovatelka (Karolina Fridecká).
- 1999 Eugene O'Neill: Tak trochu básník, překlad: Břetislav Hodek, rozhlasová úprava: Marie Říhová, dramaturgie: Jiří Hubička, režie: Lída Engelová. Osoby a obsazení: Cornelius Melody (Alois Švehlík), Nora (Dana Syslová), Sára (Lenka Krobotová), Mickey Maloy (Pavel Kříž), Jamie Gregan (Svatopluk Skopal), Deborah Harfordová (Jana Preissová), O´Dowd (Zdeněk Maryška), Dan Rocha (Jan Szymik) a Nicholas Gadsby (Jaromír Meduna), natočeno v Českém rozhlasu v roce 1999.[4]
- 2011 Federico Fellini: Lavička v parku, překlad  Marina Feltlová, režie: Hana Kofránková, osoby a obsazení: Novinář (Jaroslav Plesl), Roberto (David Novotný), Mario (Bruno Aguas), Naděnka (Andrea Elsnerová), Mladík (Václav Neužil), Muž (Aleš Procházka), Giorgio (Jaromír Meduna), Žena (Miriam Kantorková), Renato (Bořík Procházka), Kluk (Jan Köhler), Kluk (Jiří Köhler), Boháč (Jiří Hromada), Tulák (Martin Myšička), Alfredo (Václav Postránecký), Gisella (Věra Kubánková), Orazio (Vladimír Javorský), Pietro (Radek Holub), Antonio (Kamil Halbich), lavička (Barbora Hrzánová), role Piera.